# تپه سیاه‌کول کلش خانی جیرنده
تپه سیاه کول کلش خانی جیرنده مربوط به عصر آهن است و در جیرنده، اراضی شهر واقع شده و این اثر در تاریخ ۱۴ مرداد ۱۳۸۲ با شمارهٔ ثبت ۹۴۰۰ به‌عنوان یکی از آثار ملی ایران به ثبت رسیده است.